# Pentaschistis airoides
Pentaschistis airoides är en gräsart som först beskrevs av Christian Gottfried Daniel Nees von Esenbeck, och fick sitt nu gällande namn av Otto Stapf. Pentaschistis airoides ingår i släktet Pentaschistis och familjen gräs. Utöver nominatformen finns också underarten P. a. jugorum.